# مجلس بلدية (هولندا)

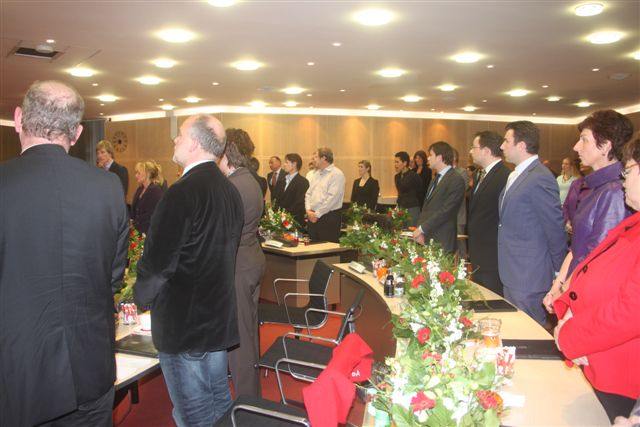
أعضاء مجلس سبايكينيسه المحلي.

مجلس البلدية (بالهولندية: gemeenteraad) في هولندا هو الجمعية المنتخبة للبلدية. دوره الرئيسي هو إرساء المبادئ التوجيهية للسياسة مجلس العمدة وأعضاء المجلس المحلي، وممارسة الرقابة على تنفيذها من قبل مجلس البلدية وأعضاء المجلس المحلي.